# Louis Van Dyck
Louis Van Dyck (Langdorp, 19 november 1924 - Herselt, 11 juni 2011) was een Belgisch politicus.

## Levensloop
Van Dyck was beroepshalve actief bij de Christelijke Mutualiteit. Hij was schepen in Ramsel van 1965 tot 1970 en nadien van 1971 tot 1976 burgemeester. In 1977 volgde de fusie met Herselt, zodat Louis Van Dyck de laatste burgemeester van de Antwerpse gemeente Ramsel werd.
Hij overleed in het woon- en zorgcentrum Sint-Barbara te Herselt. De uitvaartplechtigheid vond plaats in de Sint-Servaaskerk aldaar.